# Har Kitron
Har Kitron (hebreiska: הר כתרון) är ett berg i Israel.   Det ligger i distriktet Jerusalem, i den centrala delen av landet. Toppen på Har Kitron är 734 meter över havet.
Terrängen runt Har Kitron är huvudsakligen kuperad, men den allra närmaste omgivningen är platt. Runt Har Kitron är det tätbefolkat, med 356 invånare per kvadratkilometer. Närmaste större samhälle är Jerusalem, 13,9 km öster om Har Kitron. Trakten runt Har Kitron består till största delen av jordbruksmark.